# Masacre de estudiantes de Bogotá en 1954
Masacre de estudiantes de Bogotá en 1954 Fue una matanza de 11 estudiantes universitarios de Bogotá por parte del Batallón Colombia, el 9 de junio de 1954 que protestaban por el asesinato del estudiante Uriel Gutiérrez Restrepo por la Policía Nacional, el día anterior. Este hecho ocurrió durante el gobierno de Gustavo Rojas Pinilla.

## Hechos

### 8 de junio
Uriel Gutiérrez Restrepo, estudiante de Medicina y Filosofía de la Universidad Nacional y proveniente de Aranzazu(Caldas), fue asesinado, cuando policías ingresaron al campus de la misma universidad y abrieron fuego. Gutiérrez, de 23 años, murió a causa de una bala en la cabeza. Mientras tanto, estudiantes de la Universidad Nacional conmemoraban la memoria del estudiante asesinado Gonzalo Bravo Pérez (1929), y se dirigían al Cementerio Central de Bogotá, donde se presentaron enfrentamientos con la policía militar.

### 9 de junio
Un grupo de no menos de diez mil universitarios de la Universidad Nacional, la Pontificia Universidad Javeriana, Universidad Externado, Universidad del Rosario, Universidad de Los Andes, Universidad Libre, Universidad La Gran Colombia, Universidad de América y algunos estudiantes de bachillerato de Bogotá, salieron a marchar como manifestación de protesta por la muerte de Uriel Gutiérrez. En esa fecha, murieron 10 estudiantes y un transeúnte, quedaron 39 personas heridas de bala, dos mutilados y varios contusos.
Las declaraciones del brigadier general Alfredo Duarte Blum incluían la afirmación de que laureanistas y comunistas propiciaron el hecho, buscando la caída del gobierno, pero el secretario general del Partido Comunista, Gilberto Vieira se desligó de tales acusaciones.

## Víctimas de la masacre
- Uriel Gutiérrez Restrepo (estudiante de Medicina)
- Jaime Moore Ramírez (estudiante de Química)
- Hernando Morales Sánchez (estudiante de Química)
- Hugo León Velásquez, (estudiante de Medicina)
- Carlos José Grisales (estudiante de Economía)
- Álvaro Gutiérrez Góngora (estudiante de Medicina)
- Elmo Gómez Lucich (estudiante peruano)
- Rafael Sánchez Matallana ( estudiante del Colegio Virrey Solís)
- Hernando Ospina López (estudiante de Veterinaria).[8]
- Jaime Pacheco Mora
- Jorge Chia
- Hernán Ramírez (trabajador de 15 años del restaurante del Parque Nacional).[9]

## Consecuencias
Ante la renuncia del rector de la Universidad Nacional, Abel Naranjo Villegas, Rojas Pinilla nombró en su reemplazó al coronel José Manuel Agudelo. La Universidad Nacional fue cerrada y cerca de 500 estudiantes fueron detenidos. Uno de los estudiantes, en entrevista para el periódico colombiano El Tiempo, declaró que "los soldados, al parecer veteranos de la guerra de Corea, abrieron fuego contra ellos de manera indiscriminada". 
En Cali, Medellín, Manizales y Barranquilla los estudiantes suspendieron algunas clases, y el día 10 de junio convocaron a marchar por sus ciudades para mostrar su repudio al hecho, logrando apoyo de diversos sectores de la población. La Federación de Estudiantes de Colombia (FEC) fundada en 1953 toma más fuerza.
Se presentarían la Masacre en Villarica (Tolima) el 12 de noviembre de 1954, hechos de violencia en la Plaza de Toros en 1956,  siguió la reactivación de las guerrillas y su extensión a zonas del Tolima, Huila, Caldas, Valle del Cauca y Cauca.
Según el informe ‘Ambos venimos de morir, susurros acechantes del estudiante caído’ desde 1929 hasta 2011 en Colombia han sido asesinados 845 estudiantes. Asimismo, relata que entre 1962 y 2011 fueron asesinados 603 estudiantes, siendo 1968 el único año donde no se registró la muerte violenta de un estudiante.

## Responsables
Los responsables son el gobierno de Gustavo Rojas Pinilla, la Policía Nacional de Colombia y el Batallón Colombia del Ejército Nacional. A pesar de lo ocurrido los líderes de los partidos liberal y conservador ratificaron su apoyo al gobierno de Rojas Pinilla.

## Homenajes
Por estas muertes se conmemora el 8 y 9 de junio como día del estudiante caído en Colombia. Uno de los Edificios de la Universidad Nacional se llama Uriel Gutiérrez en homenaje al estudiante asesinado. Una placa con los nombres de los asesinados se encuentra en el Edificio Murillo Toro de Bogotá.